# Театральний реквізит

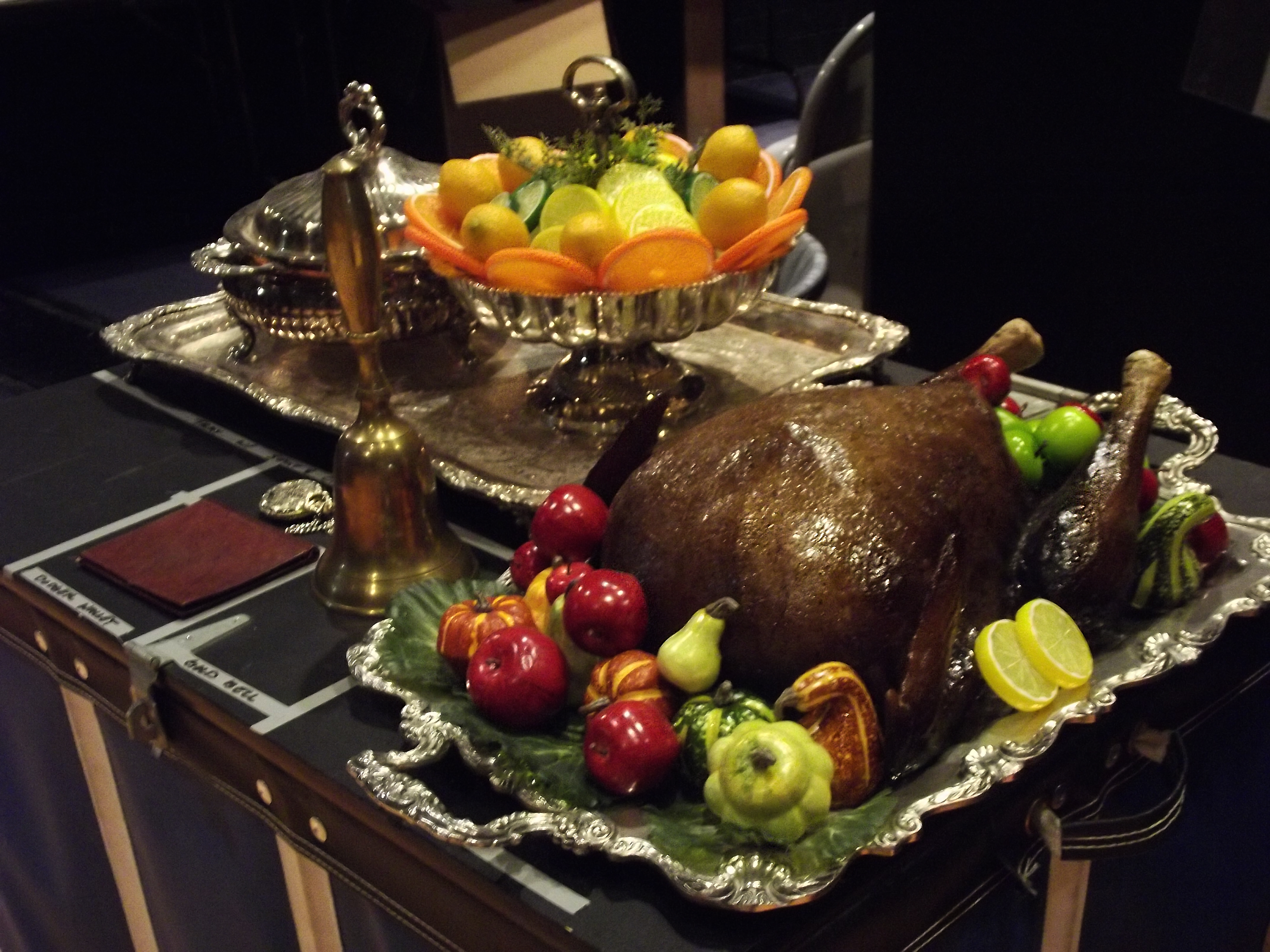
Стіл з реквізитом поза лаштунками номера «Їжа, чудова їжа» в мюзиклі «Олівер!»

Театральний реквізит — це предмет, який використовують актори на сцені під час вистави в театрі або телевізійної передачі. В практичному плані, під терміном розуміють будь-яку річ, яку можна вільно пересувати по сцені або знімальному майданчику, що не є частиною акторського складу, декорацій, костюмів та електричного обладнання. Театральним реквізитом також є їжа, придатна для споживання.

## Походження терміна
Найпершою згадкою терміна «properties» (реквізит) в англійській мові, у значенні додаткового сценічного устаткування, вважається Мораліте 1425 року н. е. «Замок Наполегливості». В 1841 році The Oxford English Dictionary виявили свідчення використання форми «props», а форма однини «prop» з'явилася вже в 1911 році. В епоху Відродження в Європі невеликі акторські трупи почали співпрацювати, об'єднуючи ресурси та розподіляючи між собою дохід. Багато акторів шили власні костюми, але спеціальні предмети, такі як сценічна зброя, меблі чи інші портативні пристрої були «власністю компанії» (company property); звідси й термін property. Але деякі експерти вважають, що термін походить від ідеї, що сценічні предмети «належать» будь-кому хто використовує їх під час вистави.
Не існує відмінностей між реквізитом в театрі, фільмах чи на телебаченні. Бленд Уейд говорить: «Чашка кави на сцені — це та ж сама чашка кави на телебаченні і на великому екрані». Також додає: «Безумовно існують різні обов'язки та різна лексика».

## На сцені та поза лаштунками

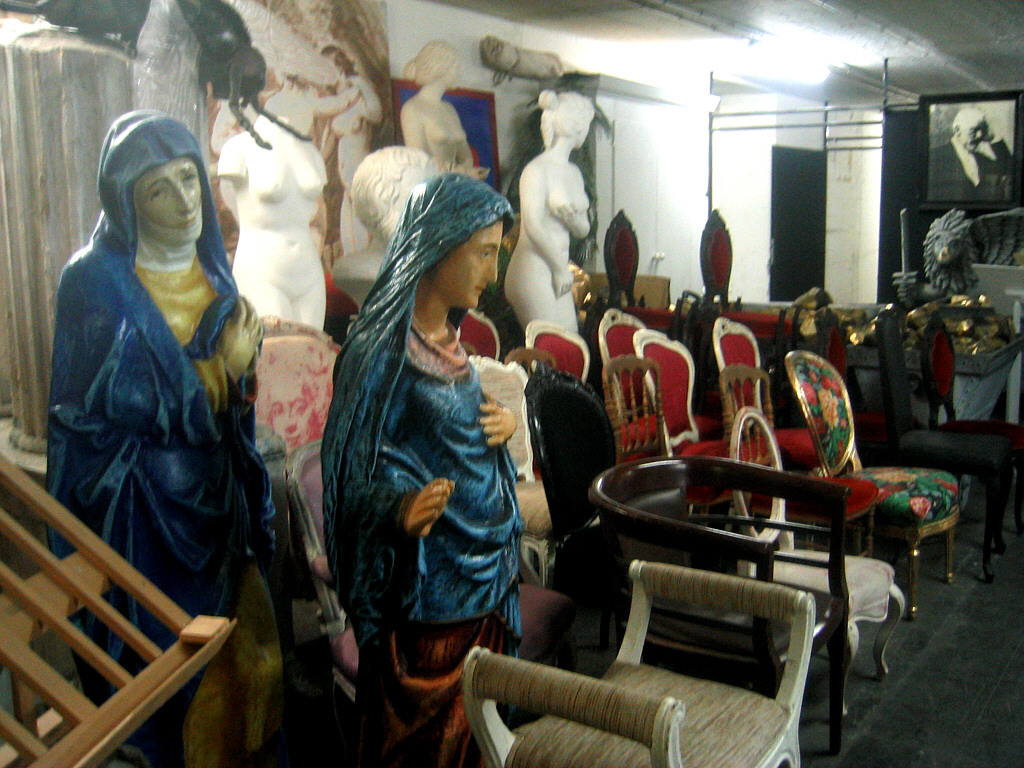
Приміщення для зберігання реквізиту в Національному театрі, Німеччина

Термін «театральний реквізит» був створений, щоб описати об'єкти, які використовують під час вистави. Технічно, реквізитом може стати будь-яка річ, що додає декораціям, акторам чи місцю, де проводиться вистава, ознак окремого періоду, місця, чи характеру.[уточнити] Термін походить з практики живого виступу, а особливо з театральних методів, але його сучасне вживання виходить за межі традиційних вистав та мюзиклів, циркових вистав, новел, комедій, публічних виступів та сягає фільмів, телевізійних програм та радіо.
Реквізит на сцену виносять з-за лаштунків, якщо їх попередньо не встановили перед виставою. Протягом вистави реквізит зберігають на столі поза лаштунками біля виходу на сцену, а потім його замикають в кімнаті для зберігання до наступних вистав. Людина, яка несе відповідальність за реквізит, зветься реквізитором, але такі ж обов'язки можуть виконувати й координатори, помічники та стажисти, які можуть бути зайняті у конкретному проекті.

## Сучасне використання

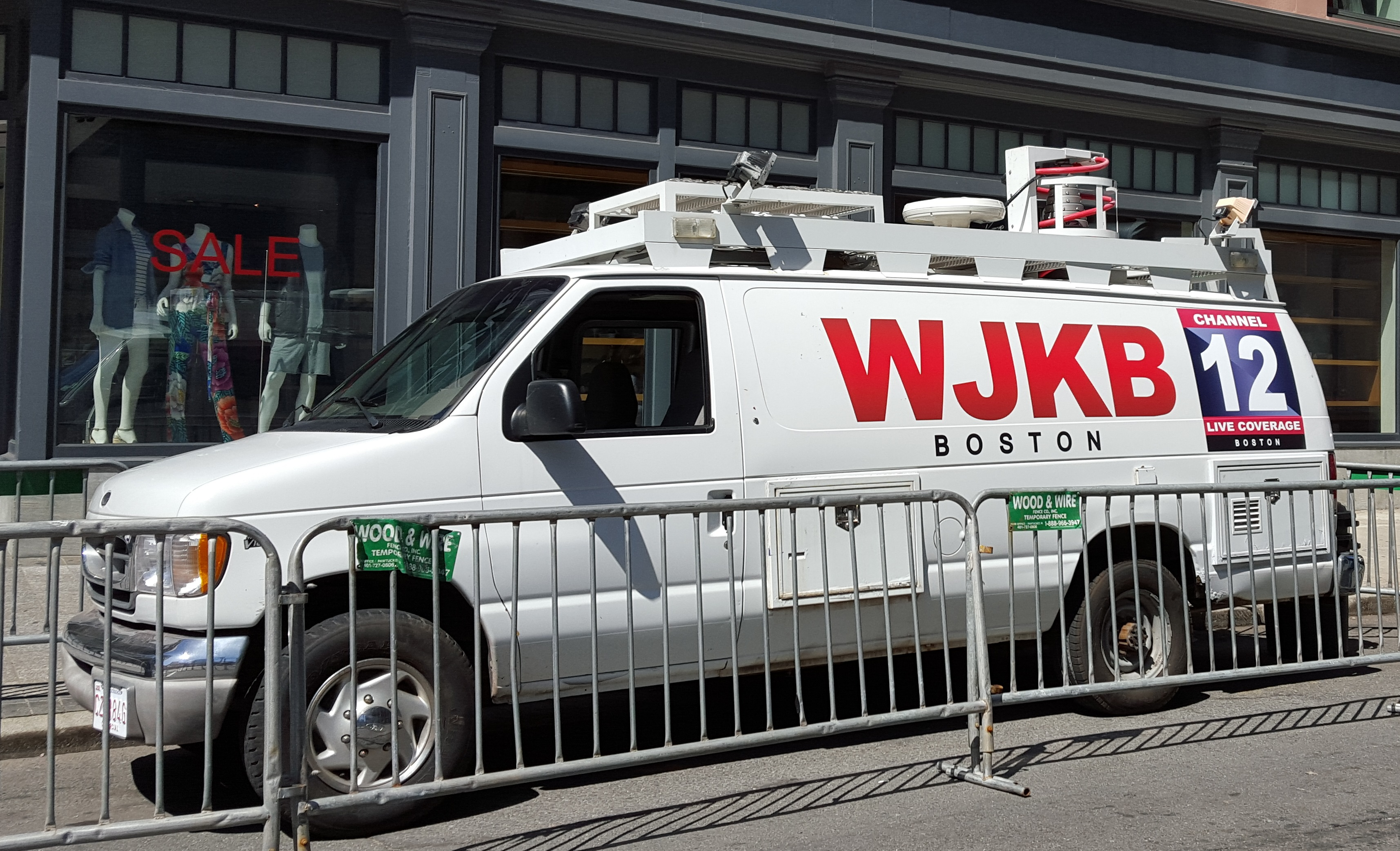
Вантажівка із супутниковою антеною, яку використовували під час зйомок фільму «День патріота»

Термін відразу перейшов на телебачення, в кінофільми та відеоігри, де йому дали такі назви, як «реквізит кіно» або просто «реквізит». В останні роки, збільшення популярності кіно-реліквій (ширше поняття, що також включає в себе костюми) додало нового значення терміну «реквізит», розширюючи його суть і включаючи в нього пункт «життя після смерті», щоб збільшити цим його ціну для колекціонерів. Зазвичай вони є недоступними перед прем'єрою фільму. А коли реквізит кіно з'являється на екрані, він може заробити власникам тисячі доларів на онлайн аукціонах.
Багато предметів реквізиту є цілком звичайними об'єктами. Однак, ці предмети мають виглядати натурально на сцені або екрану. Багато реальних об'єктів погано адаптовані до завдання через їх розмір, міцність чи колір, що змінюється під впливом яскравого світла, тому деякі елементи реквізиту спеціально спроектовані для того, щоб виглядати трохи схожими на предмет, а не так як він має виглядати по-справжньому. В деяких випадках реквізит спеціально створений таким чином, щоб він поводився не так, як реальний предмет, часто заради збереження безпеки.
Приклади спеціального реквізиту:
- Сак, що являє собою лантух із мішковини, до якого може бути пришита додаткова чорна тканина, прямо в середину, додаючи лантуху додаткової міцності, приховуючи його вміст та створюючи візуальну пустоту для ока глядача.
- Швабра, що виглядає як мотузяна швабра, але насправді кріпиться до вкритого тканиною прямокутника, який дозволяє швабрі ковзати сценою до іншої акторки під час номера (як в «Скрипаль на даху», пісня «Сваха»)
- Штучна зброя (така як сценічний пістолет чи меч), що виглядає реалістично, але не наносить акторам шкоди, як справжня зброя. В театрі штучна зброя майже завжди являє собою нефункціонуючі копії або ті, що мають запобіжні засоби, що гарантує їх безпечність. Пістолети заряджають ковпачками або гучними заготовками, мечі затуплюють, а ножі часто роблять із пластику або гуми. Під час зйомок фільмів, використовують повністю функціонуючу зброю, але зазвичай лише зі спеціальними димовими заготовками, з гільзами, але без справжніх куль. Реальні патрони, навіть з видаленими кулями, все ще небезпечні і вже встигли спричинити декілька трагічних випадків на сцені або знімальних майданчиках. Безпека і належне поводження зі справжньою зброєю, яку використовують як кіно-реквізит — це головний обов'язок реквізитора. АТФ та інші правоохоронні органи можуть контролювати використання справжньої зброї у фільмах та на телебаченні, але це не потрібно у випадку використання сценічної зброї, яка завжди є штучною.
- Об'єкти, що легко руйнуються, або реквізит каскадерів, такі як меблі із пробкового дерева або цукрового скла (штучний посуд з кристалічного цукру) чиє руйнування та уламки виглядають по-натуральному, але дуже рідно спричиняють поранення, через їх невелику вагу та слабку структуру. Навіть через такий, здавалося б, безпечний реквізит головного актора часто підмінює дублер під час кадрів в яких використовується реквізит каскадерів. Зброя з гумовим лезом та гумові пістолети є прикладами реквізиту, який використовується каскадерами, щоб звести до мінімуму шанс отримати травму, або акторами для дій в яких необхідний реквізит, який зменшує шанси покалічитися.
- Реквізит героїв являє собою більш докладні деталі, призначені для близького огляду камери або аудиторії. Такий реквізит може мати чіткі написи, вогні, рухомі частини, або інші властивості чи функції, відсутні в стандартному реквізиті; фазообертач з франшизи «Зоряний шлях», наприклад, міг включати в себе спусковий гачок, дуло, що світилося під час натискання гачка, і панель дисплея (всі ці елементи робили предмет більш дорогим і менш довговічний). Термін також використовується в деяких випадках для називання будь-якого з елементів, які головний герой може носити у фільмі і під час телевізійної передачі. Термін іноді може використовуватися і в театральних постановках, так як багато реквізиту з фільмів потрапляють в театри у результаті взяття в оренду або покупки.

## Вигадуй, будуй та здобувай
Функціонуючи разом зі сценографом, художником по костюмах, освітленням та звукорежисером, ця професія стала важливою тільки в останні роки. Реквізит стає все більш спеціалізованим, через збільшення ролі реалізму, так само, як і зростання популярності круглого театру, де використовуються мала кількість реквізиту і найпростіша їх частина стає настільки ж важливою, як і елементи дизайну, костюмів чи освітлення.
Окрім звичних об'єктів, виконаних в майстерні, великою частиною роботи, виконаної дизайнером реквізиту є дослідження, постійні телефонні дзвінки, і невпинні пошуки необхідних предметів. Такі дизайнери не завжди є офіційними працівниками театру, але у фільмах, де необхідний повний набір дизайнерів, ремісників і майстрів така практика зустрічається частіше.